# Serge-Philippe Raux-Yao
Serge-Philippe Raux-Yao (Pontoise, 30 maggio 1999) è un calciatore francese, difensore del Rapid Vienna.

## Caratteristiche tecniche
Gioca come difensore centrale.

## Carriera
Raux-Yao è cresciuto nell'Entente SSG, che ha lasciato nel 2017 per firmare con l'Auxerre. Ha debuttato in prima squadra il 16 novembre 2019 disputando da titolare l'incontro di Coppa di Francia vinto 4-0 contro il La Charité.
Il 10 luglio 2020 è stato ceduto al Cercle Bruges, con cui ha però giocato solo tre incontri nei successivi 18 mesi. Il 31 gennaio 2022 ha fatto ritorno in Francia firmando con il Rodez.
Nell'estate del 2024 si trasferisce al Rapid Vienna, club della prima divisione austriaca.

## Statistiche

### Presenze e reti nei club
Statistiche aggiornate al 3 marzo 2024.
| Stagione        | Squadra         | Campionato      | Campionato | Campionato | Coppe nazionali | Coppe nazionali | Coppe nazionali | Coppe continentali | Coppe continentali | Coppe continentali | Altre coppe | Altre coppe | Altre coppe | Totale | Totale | Totale |
| Stagione        | Squadra         | Comp            | Pres       | Reti       | Comp            | Pres            | Reti            | Comp               | Pres               | Reti               | Comp        | Pres        | Reti        | Pres   | Reti   |        |
| --------------- | --------------- | --------------- | ---------- | ---------- | --------------- | --------------- | --------------- | ------------------ | ------------------ | ------------------ | ----------- | ----------- | ----------- | ------ | ------ | ------ |
| 2017-2018       | Auxerre 2       | N3              | 13         | 1          |                 | -               | -               |                    | -                  | -                  |             | -           | -           | 13     | 1      |        |
| 2018-2019       | Auxerre 2       | N3              | 26         | 1          |                 | -               | -               |                    | -                  | -                  |             | -           | -           | 26     | 1      |        |
| 2019-2020       | Auxerre 2       | N3              | 17         | 1          |                 | -               | -               |                    | -                  | -                  |             | -           | -           | 17     | 1      |        |
| 2019-2020       | Auxerre         | L2              | 0          | 0          | CF+CdL          | 1+0             | 0               |                    | -                  | -                  |             | -           | -           | 1      | 0      |        |
| 2020-2021       | Cercle Bruges   | D1              | 2          | 0          | CB              | 0               | 0               |                    | -                  | -                  |             | -           | -           | 2      | 0      |        |
| 2021-gen. 2022  | Cercle Bruges   | D1              | 1          | 0          | CB              | 0               | 0               |                    | -                  | -                  |             | -           | -           | 1      | 0      |        |
| gen.-giu. 2022  | Rodez 2         | N3              | 1          | 0          |                 | -               | -               |                    | -                  | -                  |             | -           | -           | 1      | 0      |        |
| gen.-giu. 2022  | Rodez           | L2              | 14         | 0          | CF              | 0               | 0               |                    | -                  | -                  |             | -           | -           | 14     | 0      |        |
| 2022-2023       | Rodez           | L2              | 31         | 1          | CF              | 5               | 0               |                    | -                  | -                  |             | -           | -           | 36     | 1      |        |
| 2023-2024       | Rodez           | L2              | 27         | 0          | CF              | 2               | 0               |                    | -                  | -                  |             | -           | -           | 29     | 0      |        |
| Totale carriera | Totale carriera | Totale carriera | 132        | 4          |                 | 8               | 0               |                    | -                  | -                  |             | -           | -           | 140    | 4      |        |